# پلانو (ایلینوی)
پلانو، ایلینوی (به انگلیسی: Plano, Illinois) یک شهر در ایالات متحده آمریکا با جمعیت ۱۰٬۸۵۶ نفر است که در ایلی‌نوی واقع شده‌است.

## موقعیت جغرافیایی
موقعیت جغرافیایی شهرها و مناطق اطراف به شرح زیر است: